# 郭家樑
郭家樑，台灣著名中醫師、針灸師。從軍，隨國民政府撤退至台灣，服務於高雄左營軍隊中，因個人興趣，開始研究中醫。退伍後，在左營經營中藥行，組織中國針灸學會並任理事長，對於台灣中醫學的推廣有著相當重大的貢獻。他也是台灣最早提倡食療藥膳的先驅。其子郭嘯天也是著名中醫師，以只針合谷穴，而能治萬病，繼承其父郭家樑的衣缽。據郭嘯天醫師統計，緩減癌症疼痛最主要且常用的穴道即為合谷與三陰交，上述兩穴位是陰陽二總穴，而癌症本就常見氣陰雙虛，癌症疼痛更是易見氣陰雙虛證；有時，也會採合谷、太衝以開四關，或先用一陰一陽作為診斷，而後再依各證不同繼續加穴輔助。郭嘯天教授98年曾在臺灣中醫皮膚科醫學會理監事會中，以唐朝“摸得較”之手法，輕摸一位同道，五分鐘後，脖子下如小指節之瘤即變小，成一時佳話。2010年曾在山東針灸大會上即席演示郭家消瘤針法，令在場的一位中醫師肋下的瘤迅速消散，技驚四座而聲名大噪。其次子郭靖海為前馬偕醫院心臟內科醫師，在93年8月7日發生車禍而往生。《中國針灸經穴學》為郭家樑 編著;郭靖海 增訂。
著有《中國針灸經穴學》、《針灸精蘊》等書。